# Minnit
Minnit (hebr. מִנִּית) – według biblijnej Księgi Sędziów (Sdz 11,32-33) miasto w kraju Ammonitów, jedno z 20 miast ammonickich zdobytych przez Jeftego. Zgodnie z informacją podaną w Księdze Ezechiela (Ez 27,17) w późniejszym okresie eksportowano stamtąd do Tyru pszenicę. Euzebiusz z Cezarei podał w swoim Onomasticonie, że była to wieś położona 4 mile od Cheszbonu, na drodze do Filadelfii.
Utożsamiane ze współczesnym Umm al-Hanafisz.